# امیلی فاکس (بازیکن فوتبال)
امیلی آن فاکس (انگلیسی: Emily Ann Fox؛ زادهٔ ۵ ژوئیهٔ ۱۹۹۸) بازیکن فوتبال در پست مدافع اهل ایالات متحده آمریکا است.

## تیم ملی
وی همچنین در تیم‌های ملی فوتبال زیر ۲۰ سال زنان ایالات متحده و زنان ایالات متحده آمریکا بازی کرده‌است.
وی توانست به همراه تیم ملی آمریکا در بخش زنان پاریس ۲۰۲۴ به مقام قهرمانی دست یابد و با کسب مدال طلای این رشته ورزشی، کمک شایانی به کسب قهرمانی کلی ایالات متحده کند.